# Antoni Gaudí

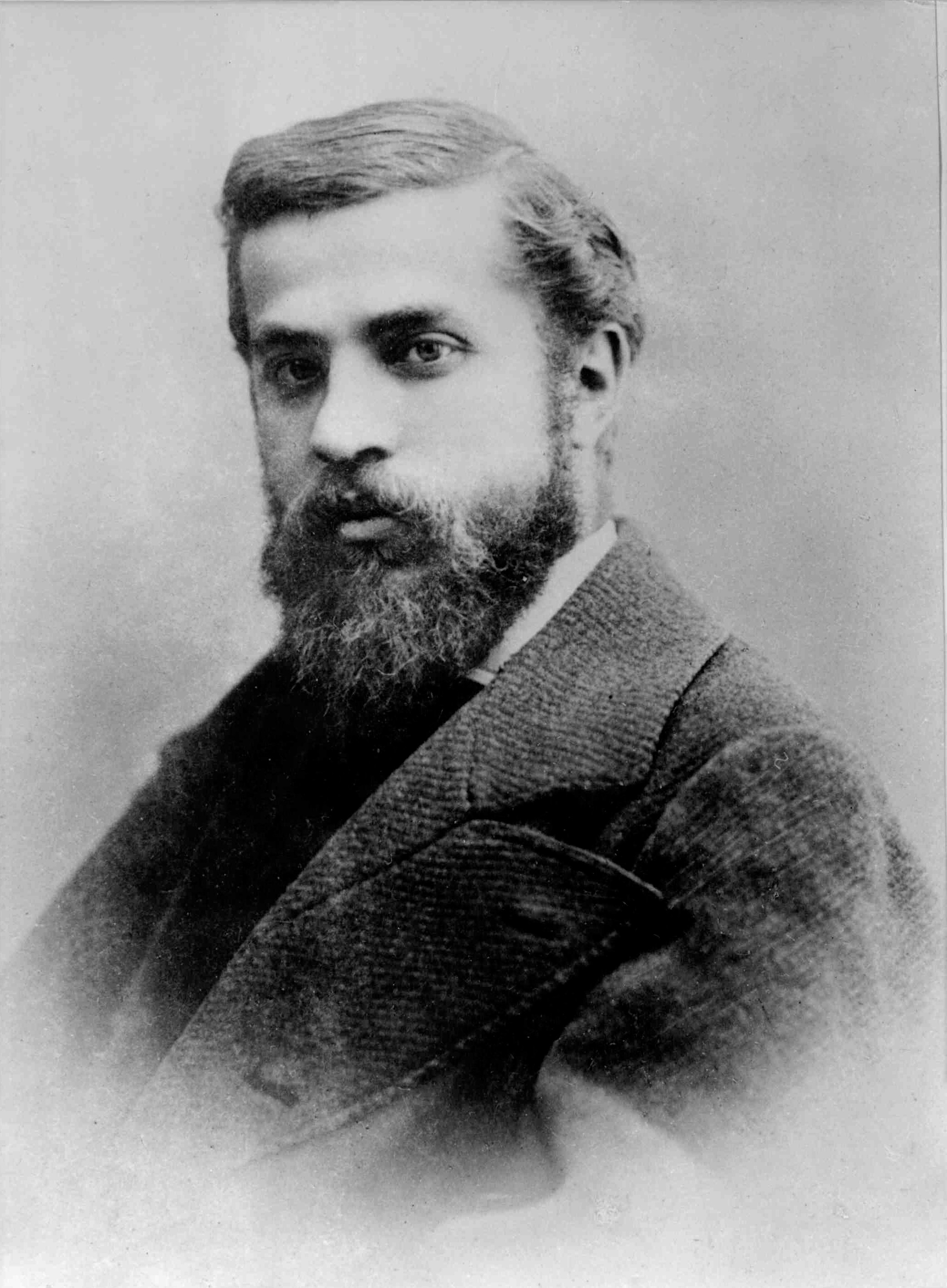
Antoni Gaudí im Alter von 25 Jahren.
Das Foto entstand am 15. März 1878 bei der Abschlussfeier an der Architektenschule. Es ist das älteste erhaltene Bildnis des Architekten.

Antoni Gaudí i Cornet (* 25. Juni 1852 in Reus, möglicherweise in Riudoms; † 10. Juni 1926 in Barcelona) war ein spanischer Architekt und herausragender Vertreter der katalanischen Bewegung des Modernisme.

## Biografie

### Kindheit und Jugend
Am 25. Juni 1852 wurde Antoni Gaudí entweder in Reus oder möglicherweise in einem nur wenige Kilometer entfernten Dorf namens Riudoms, wo seine Eltern wohnten, als Sohn eines Kupferschmieds in Spanien geboren. Sowohl sein Vater, Francesc Gaudí i Serra (1813–1906), wie auch sein Großvater und sein Urgroßvater waren Kesselschmiede. In der Werkstatt seines Vaters wurde er schon früh mit geometrischen Formen vertraut. Seine Mutter war Antònia Cornet i Bertran (1819–1876).
Gaudí heiratete nie, sondern entschied sich nach dem Scheitern von Heiratsabsichten mit einer Frau, in die er sich verliebt hatte, für ein asketisches Leben als zölibatärer Laie. Von 1906 bis Ende 1925 lebte er in einem Haus im Park Güell, das seit 1963 als Casa-Museu Gaudí an ihn erinnert.
Seine Kindheit war durch eine rheumatische Erkrankung geprägt. Da er durch diese Erkrankung nicht mit anderen Kindern spielen konnte, sondern stattdessen die Natur beobachtete, lässt sich daraus sein späterer naturgeprägter Architekturstil erklären.

### Studienzeit
In seiner Schulzeit auf der Schule der Piaristenpatres in Reus und auf der Architekturschule in Barcelona, wo er von 1873 bis 1878 studierte, war er nicht für besonders gute Ergebnisse bekannt, hob sich allerdings als hervorragender und kreativer Zeichner von den anderen Schülern ab. Als Gaudí am 15. März des Jahres 1878 den Abschluss an der Architekturschule erhielt, zweifelte der Direktor des Instituts Elies Rogent:

„Qui sap si hem donat el diploma a un boig o a un geni: el temps ens ho dirà.“

„Wer weiß, ob wir das Diplom einem Verrückten oder einem Genie gegeben haben – nur die Zeit wird es uns sagen.“

Schon von Beginn seines Studiums an arbeitete er für verschiedene Architekturbüros, unter anderem bei Francisco de Paula del Villar y Lozano, Josep Fontserè und Joan Martorell.

### Die Zeit der großen Werke
Sein erstes großes Werk bestand in der Planung einer Fabrik und einer Arbeitersiedlung für die Sociedad Cooperativa La Obrera Mataronense (1878 bis 1882). Der Bau scheiterte allerdings schon in einem frühen Stadium. Im Jahr 1878 lernte Gaudí Eusebi Güell kennen, mit dessen finanzieller Hilfe er später bedeutende Werke wie die Güell-Pavillons, den Palau Güell, den Park Güell, die Bodegas Güell und die Krypta der Colònia Güell realisieren konnte.

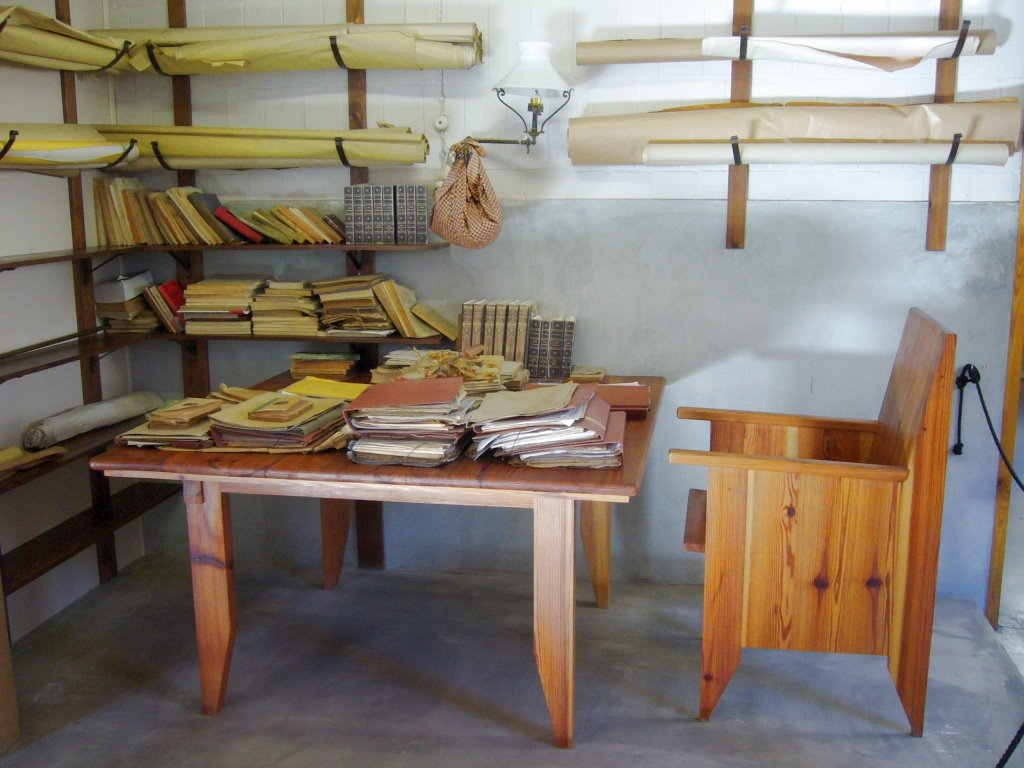
Nachbau des Arbeitszimmers von Gaudí an der Sagrada Família

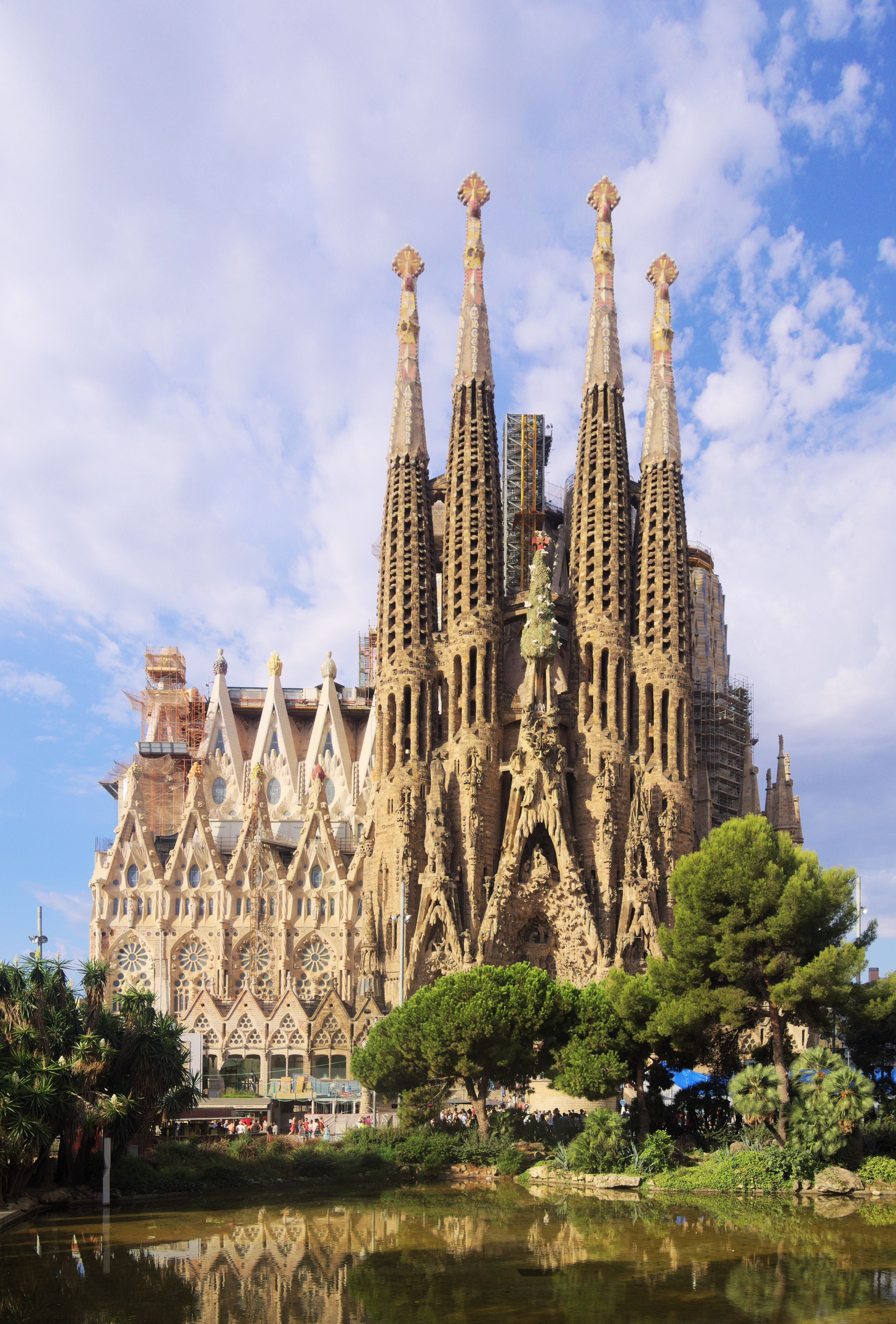
Sagrada Família in Barcelona, August 2017

Antoni Gaudí schuf vor seinem ersten Auftrag für Güell bereits die Casa Vicens und El Capricho. Im März 1883 übernahm er die Leitung über den 1882 begonnenen Bau der Sagrada Família, dem er sich von 1914 bis 1926 vollständig widmete. Neben dem Palau Güell von 1886 bis 1889 leitete er noch von 1889 bis 1894 den Bau des Theresianerinnen-Stifts in Barcelona und von 1887 bis 1893 den des Bischofspalasts in Astorga.
Im Jahr 1898 entstanden die ersten Entwürfe für die Kirche der Colònia Güell, und im selben Jahr errichtete er die Casa Calvet für den Textilfabrikanten Don Pedro M. Calvet. Zwei Jahre später erhielt er für dieses Gebäude den jährlich vergebenen Preis für das beste Gebäude der Stadt von der Stadtverwaltung Barcelonas. Zwei Jahre später plante er noch das erste glorreiche Geheimnis für den monumentalen Rosenkranz beim Kloster Montserrat, allerdings gab er den Auftrag wegen Meinungsverschiedenheiten frühzeitig auf und plante daraufhin den Park Güell.
In den Jahren von 1904 bis 1906 gestaltete er die Casa Batlló neu. 1906 starb Gaudís Vater Francesc Gaudí i Serra im Alter von 93 Jahren. Gaudís letzte große Werke waren der bereits erwähnte Park Güell, die Krypta der Colònia Güell und der Neubau der Casa Milà, auch als „La Pedrera“ bekannt.

### Tod und Seligsprechungsverfahren

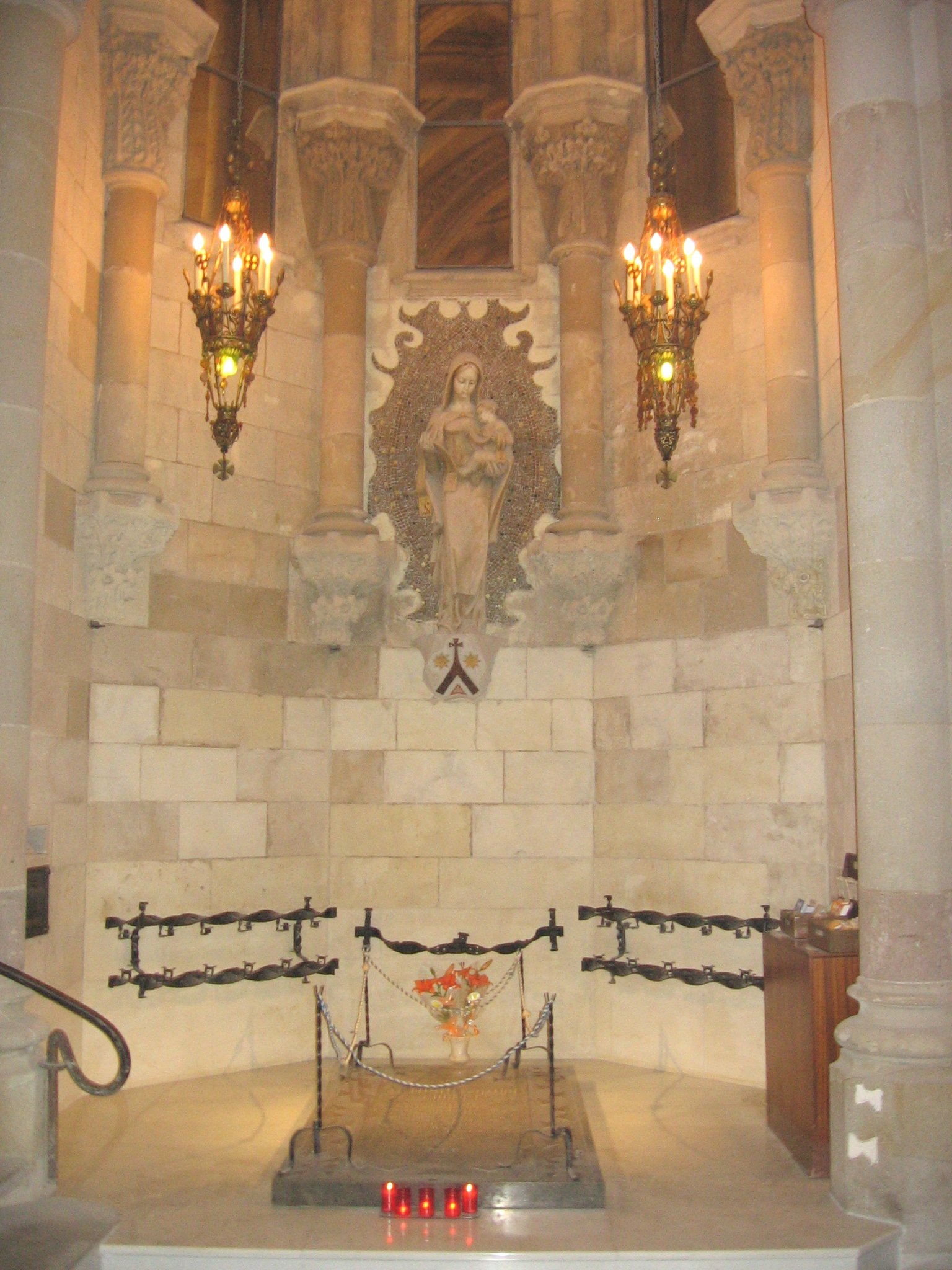
Grab Gaudís in der Kirche

Am 7. Juni 1926 wurde Gaudí auf dem Weg vom allmorgendlichen Besuch im Oratorium des heiligen Philipp Neri zur Baustelle der Sagrada Família von einer Straßenbahn erfasst und blieb bewusstlos liegen. Da er keine Ausweispapiere mit sich führte, wurde er wegen seines verwahrlosten Äußeren zunächst für einen Bettler gehalten und nicht angemessen notfallmedizinisch versorgt. Erst nach einigen Stunden ließ ihn ein Polizist mit dem Taxi in das Armenhospital Hospital de la Santa Creu bringen. Erst drei Tage später fanden ihn dort sein Freund und engster Mitarbeiter Domènec Sugrañes und der Kaplan der Sagrada Família, Msgr. Gil Parés. Sie ließen Gaudí daraufhin in ein Privatzimmer verlegen. Am 10. Juni 1926, drei Tage nach dem Unfall, verstarb Gaudí.
Die ganze Stadt war in tiefer Trauer. Tausende gaben Gaudí die letzte Ehre. Die Regierung ordnete seine Beisetzung in der Krypta der noch unvollendeten Kirche La Sagrada Família an, wozu Papst Pius XI. seine Einwilligung gab. Antoni Gaudí fand seine letzte Ruhe dort, wo er die längste Zeit seines Lebens gearbeitet hatte.
Im Jahr 2000 wurde von der römisch-katholischen Kirche ein Seligsprechungsverfahren für ihn eingeleitet. Kardinal Ricardo María Carles setzte sich für seine Seligsprechung ein und verteidigte ihn gegen den vermeintlichen Vorwurf, Freimaurer gewesen zu sein. Das Seligsprechungsverfahren für Gaudí sei auf einem guten Weg, sagte die Vizepostulatorin des Verfahrens, die argentinische Anwältin Silvia Correale, Anfang 2006 gegenüber der in Buenos Aires erscheinenden Zeitung La Nación. Der Heilige Stuhl habe aus der ganzen Welt Berichte über Gnaden erhalten, die der Fürsprache des 1926 verstorbenen Gaudí zugeschrieben würden. Ein besonders vorbildhaft geführtes Leben ist eine der Voraussetzungen für eine Seligsprechung. Am 14. April 2025 erkannte Papst Franziskus Gaudí den heroischen Tugendgrad zu.

## Merkmale von Gaudís Werken

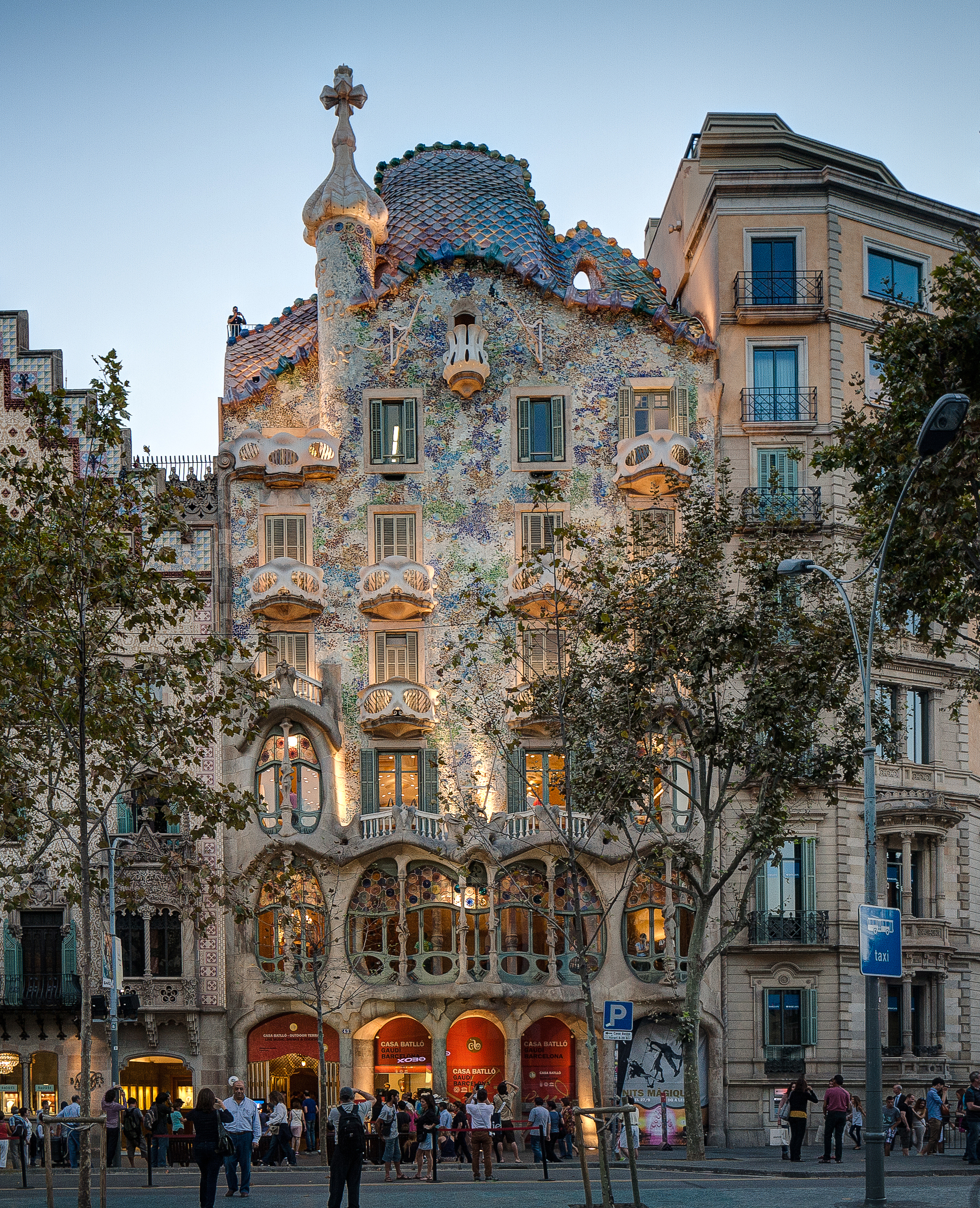
Casa Batlló in Barcelona

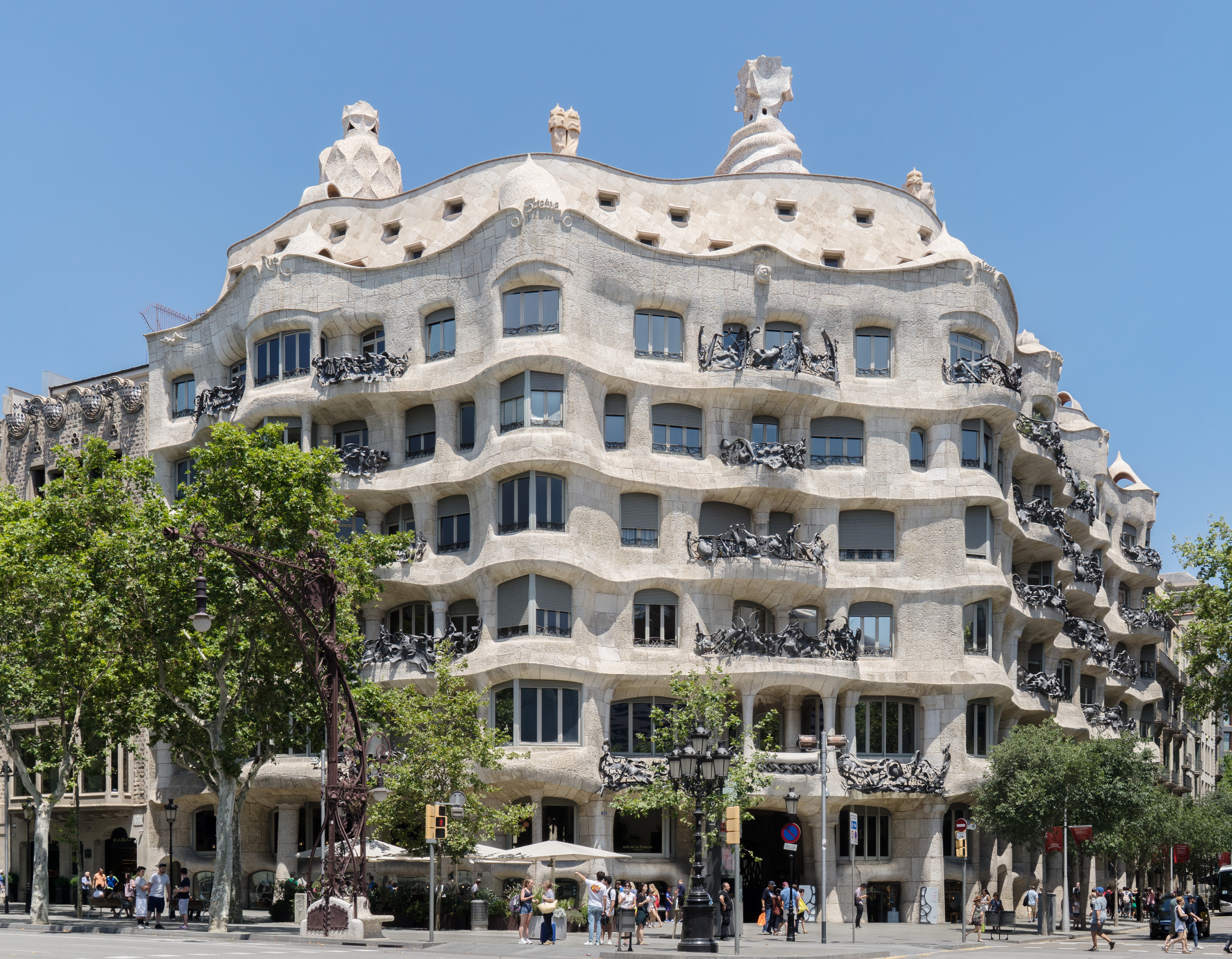
Casa Milà in Barcelona

### Architekturstil
Gaudí war bekannt für seinen eigenwilligen Stil von welligen, organisch wirkenden Formen. Er errichtete seine Bauwerke in der Formsprache des Modernisme, der katalanischen Spielart des Jugendstils. Die typischen Merkmale waren geschwungene Linien, unregelmäßige Grundrisse, schräg gemauerte Stützen, naturnahe weiche Formen mit Motiven der Flora und Fauna. Weitere Vorlieben waren Bruchsteine und bunte Keramikfliesen, die er als Gestaltungselement in seinen Bauwerken verwenden ließ. Gaudí lehnte die gotischen Strebebögen verächtlich als „Krücken“ ab und benutzte stattdessen schräge Baupfeiler. Er entwickelte seine Gebäude während des Baus anhand von Skizzen und Modellen.
Da Gaudí ein Gebäude als Gesamtkunstwerk empfand, entwarf er auch die kleinsten Details im Gebäudeinneren selbst. Seine Entwürfe führten die Schmiede- und Mosaikkunst, die Tischlerei und die Glaskunst zu neuen Höhepunkten. Seine Stilelemente beeindrucken mit schlichten, aber originellen, vielfach organischen Formen.

### Konstruktionsprinzip und Statik

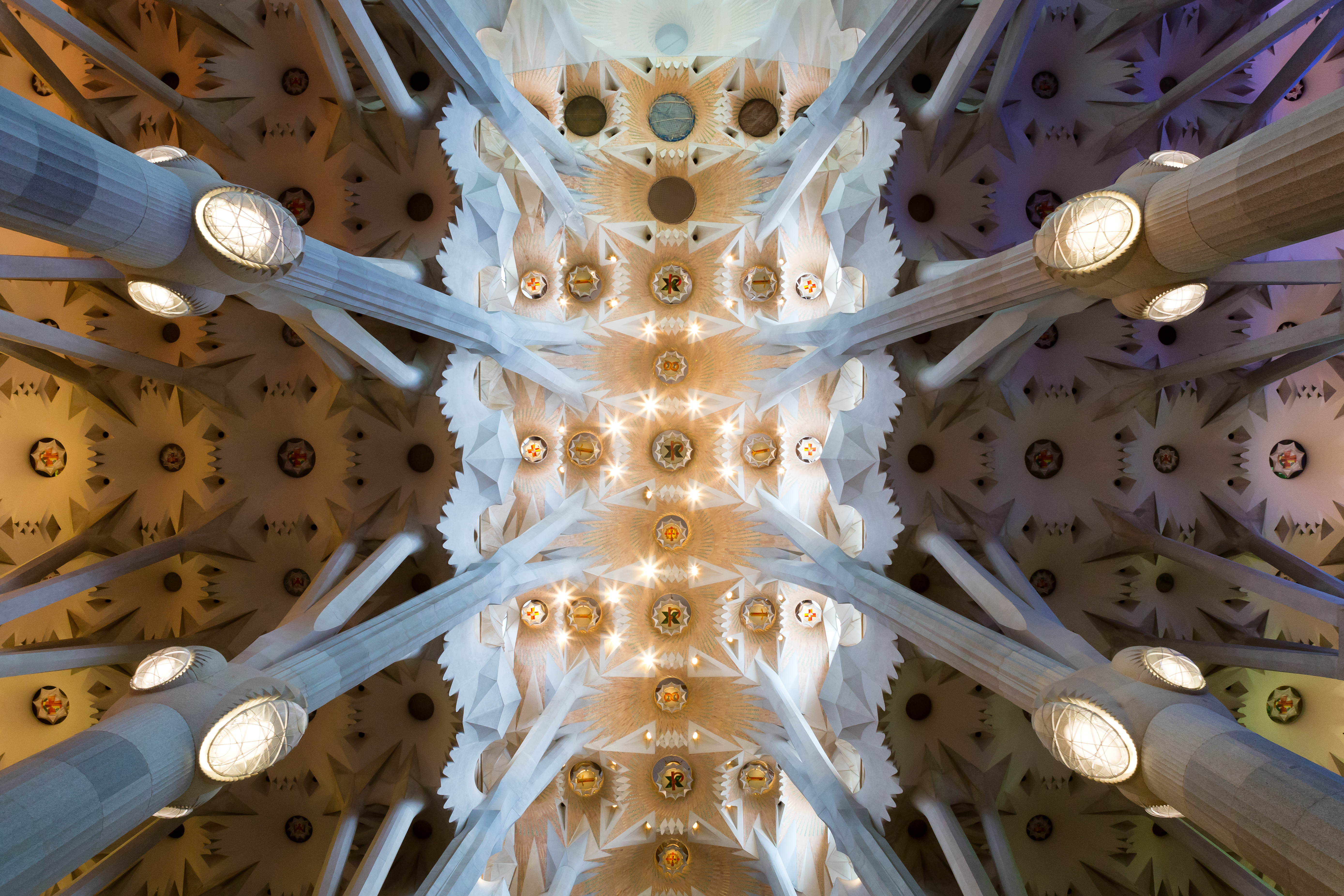
Decke der Sagrada Familia: Paraboloide, Hyperboloide und Heliokoide verändern stetig den Effekt des Lichts und erzeugen dadurch einen Reichtum an Nuancen.

Gaudí verwendete für die Konstruktion der tragenden Strukturen häufig das Prinzip der Hängemodelle. Durch dieses Prinzip konnte er auch komplizierte Formen ohne aufwendige Berechnungen mit einem minimalen Materialeinsatz realisieren, da in den Gewölben nur Druckkräfte auftreten. Diese Bauform wird auch als katalanisches Gewölbe bezeichnet. Die von Gaudí verwendeten Bögen basieren auf dem Prinzip einer auf den Kopf gestellten Kettenlinie (Katenoide), die für die Turmbauten als Rotationskatenoid ausgeführt sind und einem elliptischen oder in sattelförmigen Gewölben einem hyperbolischen Paraboloid ähneln.

## Werke

### Herausragende Bauten
Das erste Bauwerk von Antoni Gaudí ist die Casa Vicens (1883–1885). Hier kann man seine Vorliebe für Bruchsteine und Keramikfliesen gut erkennen. An der Casa Batlló (1904–1906) zeigt sich Gaudís Detailverliebtheit. Weiterhin sieht man an den geschwungenen Dach- und Wandkonstruktionen gut, dass er die Natur zum Vorbild nahm. Die Casa Milà ist die Nachfolgerin der Casa Batlló. Obwohl die Casa Batlló schon ein Höhepunkt seines Schaffens war, wollte er eine größere Freiheit haben. Die natürlichen Formen kann man wieder sehr gut an den geschwungenen Dach- und Wandkonstruktionen erkennen.
Gaudís Lebenswerk wurde die Kirche Sagrada Família in Barcelona. Er arbeitete an ihr annähernd seit Beginn seiner Tätigkeit als Architekt. Heute ist die Kirche, obwohl immer noch unvollendet, das bekannteste der Wahrzeichen Barcelonas. Am 7. November 2010 wurde sie von Papst Benedikt XVI. geweiht und zur päpstlichen Basilica minor erhoben.
Insgesamt sieben Bauten Gaudís in und um Barcelona sind unter der Bezeichnung Werke von Antoni Gaudí als serielles Kulturgut zusammengefasst in die Liste des UNESCO-Welterbes eingetragen.

### Werkliste
Die bekanntesten Arbeiten

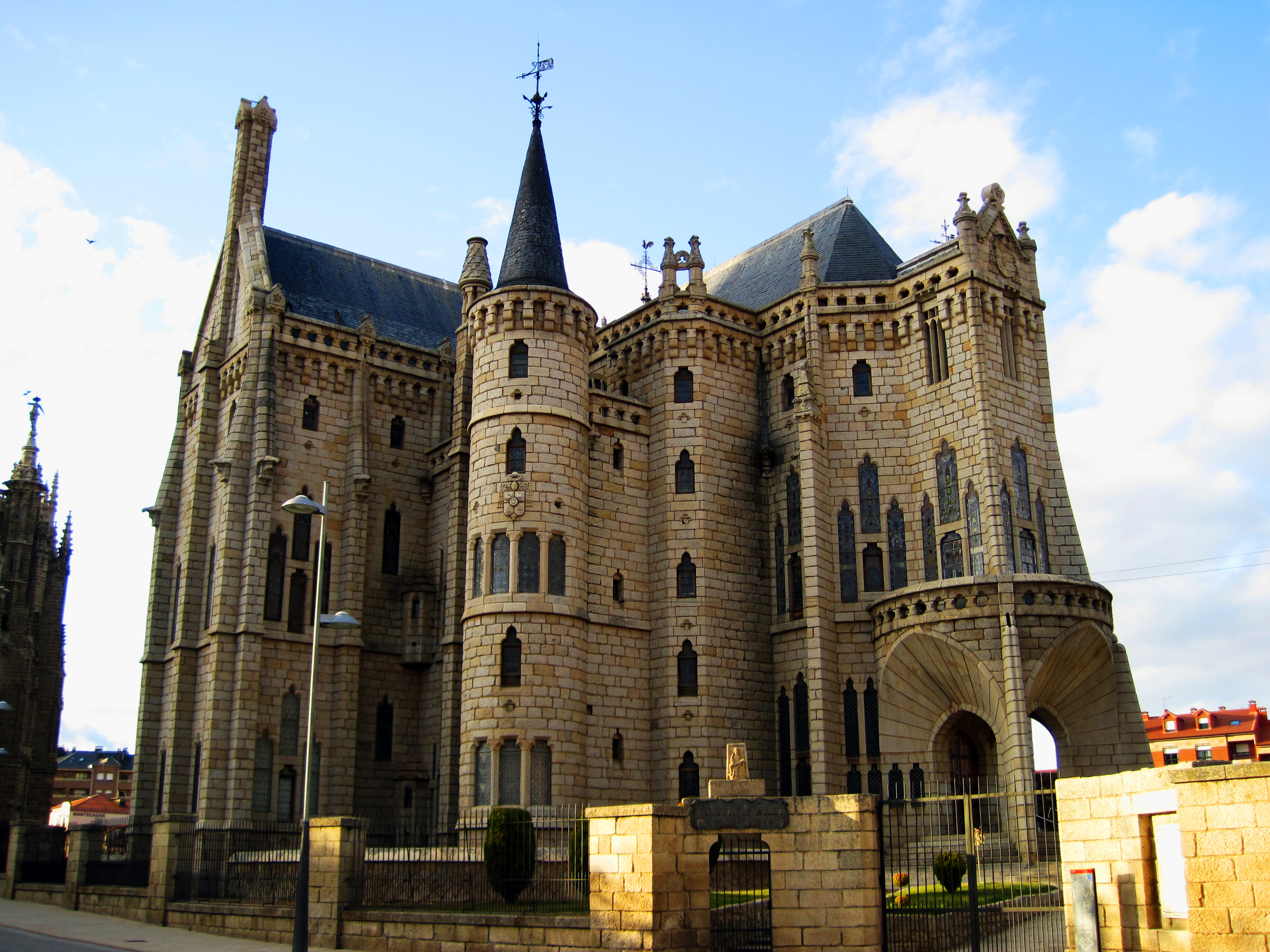
Bischofspalast in Astorga

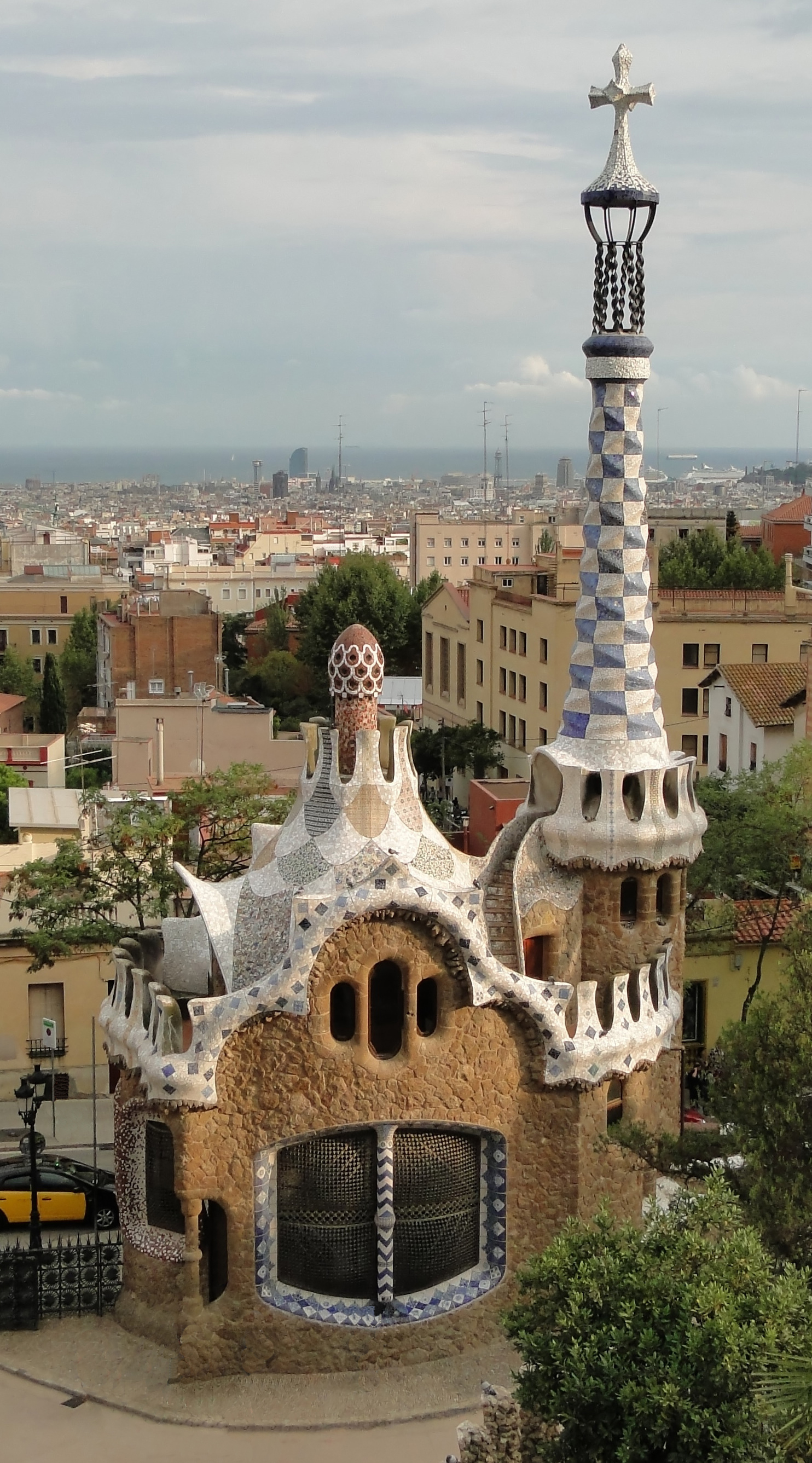
Park Güell in Barcelona

- Sagrada Família in Barcelona (1882– ; Gaudí: 1883–1926)
- Casa Vicens in Barcelona (1883–1888)
- Villa Quijano (El Capricho) in Comillas nahe Santander (1883–1885)
- Güell Pavillons in Barcelona (1884–1887)
- Palau Güell in Barcelona (1886–1890)
- Bischofspalast von Astorga (1889–1893)
- Casa Botines in León (1891–1893)
- Casa Calvet in Barcelona (1898–1900)
- Park Güell in Barcelona (1900–1914)
- Casa Batlló in Barcelona (1904–1906)
- Casa Milà (La Pedrera) in Barcelona (1906–1910)
- Colònia Güell Krypta in Santa Coloma de Cervelló (1908–1916)

 Weitere Werke
- Cooperativa Obrera Mataronense, Fabrikhalle (1878)
- Mitwirkung am Parc de la Ciutadella (1871–1889)
- Straßenlaternen auf der Plaça Reial (1888)
- Collegi de les Teresianes, Schule der Theresianerinnen (1888–1889)
- Celler Güell, Weingut in der Comarca Garraf (1895–1897)
- Bellesguard in Barcelona (1900–1909)
- Finca Miralles (1901–1902)
- Innenrenovierung der Kathedrale La Seu in Palma (1903–1914)
- La Pobla de Lillet, Parkanlage (1905)

## Werke über Gaudí
- Gaudi, Konzeptalbum der britischen Progressive-Rock-Band The Alan Parsons Project (1987)
- Barcelona (Gaudi's Dream), Album, dreiteilige Klangcollage von Takashi Kokubo (1992)
- Gaudí, Musical von Eric Woolfson (1993)

## Dokumentation
- Gaudí - Architekt der Moderne in Barcelona. Regie: Edouard Toda und Pascal Cuissot, ARTE F, Frankreich, 53 Minuten, 2022